# Flocculatie

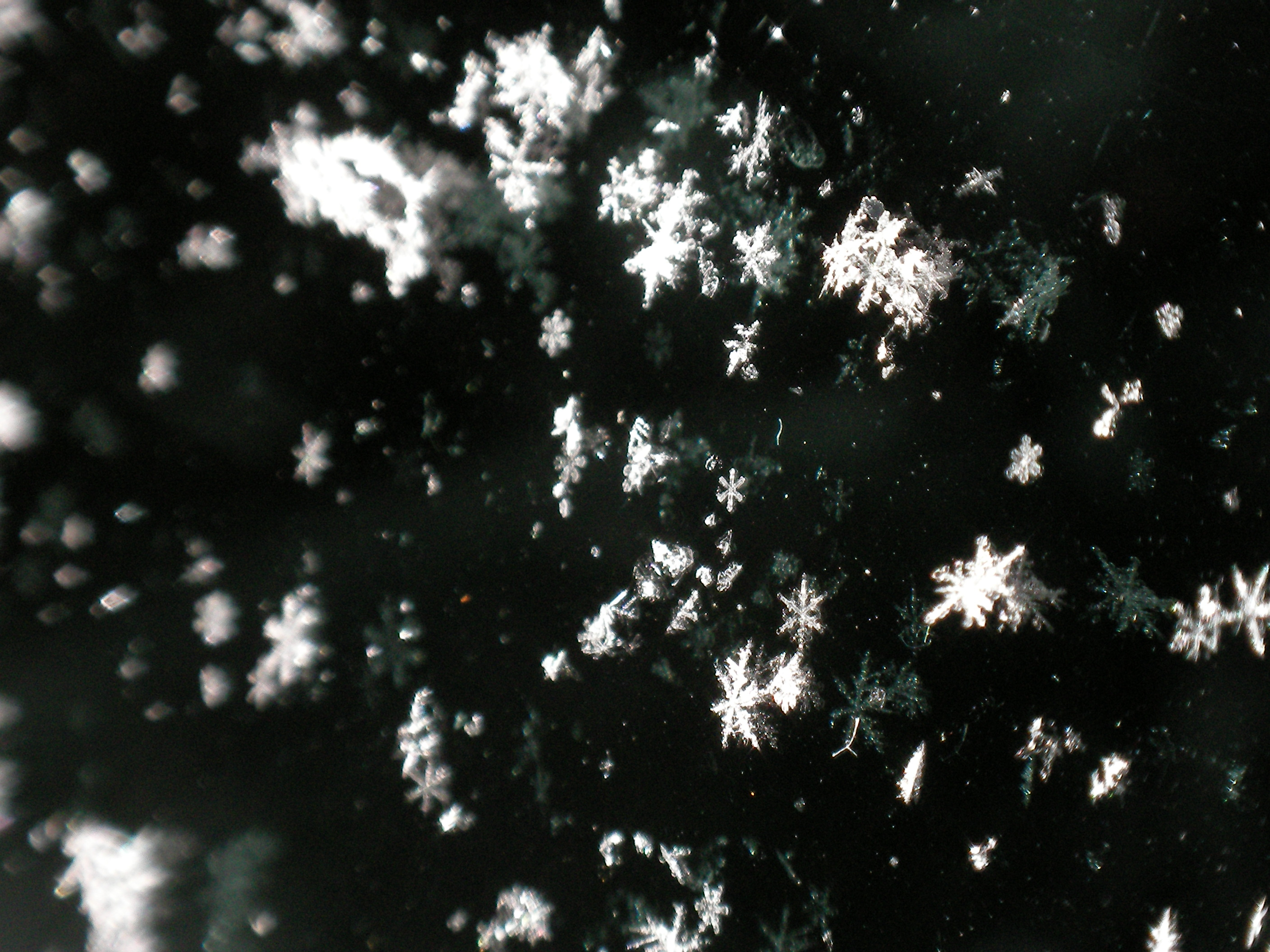
Sneeuwkristallen en -vlokken op een autoruit

Flocculatie of vlokvorming is een proces waarbij deeltjes zich aan elkaar hechten in een losse structuur. Een bekend voorbeeld is de vorming van sneeuwvlokken door samenvoeging van sneeuwkristallen. 
De structuur van vlokken is ‘luchtig’ en ook weer vrij eenvoudig te verbreken omdat de binding tussen de moleculen en groepen moleculen niet zo sterk is. 

## Toepassingen

### Waterzuivering
Flocculatie wordt bij waterzuivering gebruikt voor het verwijderen van stoffen uit water. Dit proces wordt zowel toegepast bij de zuivering van grond- en oppervlaktewater tot drinkwater als bij de zuivering van rioolwater. Nadat in water zwevende deeltjes zijn gedestabiliseerd door coagulatie kunnen ze samenvlokken door langzame beweging in het water. Flocculatiemiddelen versnellen de vlokvorming tot grotere vlokken. De gevormde vlokken kunnen uit het water worden verwijderd door ze te laten bezinken of opdrijven of door ze eruit te filteren in een zandfilter. 
Als flocculant worden polyelektrolyten gebruikt, chemicaliën die bestaan uit lange moleculen (polymeren). Behalve synthetische flocculanten zoals polyacrylamide, kunnen ook natuurlijke flocculanten zoals chitosan worden gebruikt.

### Bereiding alcoholische dranken
Bij de vergisting van wijn en bier klonteren uitgewerkte gisten samen en bezinken of drijven op. De snelheid van deze flocculatie kan worden beïnvloed door factoren als temperatuur en beweging. Het juiste moment van flocculatie is belangrijk omdat te snelle vlokvorming de vergisting onnodig vertraagt. Te langzaam uitvlokken betekent dat er gist achterblijft die dan later alsnog moet worden verwijderd.
Bij het verwijderen van achtergebleven gisten en andere zwevende deeltjes die de drank troebel maken of de smaak nadelig beïnvloeden, kan behalve filtratie ook flocculatie worden ingezet. Van oudsher werden hier stoffen als vislijm, eiwit, bloed of melk voor gebruikt. Tegenwoordig wordt gelatine veel gebruikt, ook voor het helder maken van vruchtensappen.